# Пшеничево
Пшени́чево (болг. Пшеничево) — село в Старозагорській області Болгарії. Входить до складу общини Стара Загора.

## Населення
За даними перепису населення 2011 року у селі проживали 212 осіб.
Національний склад населення села:
| Національність   | Кількість осіб | Відсоток |
| ---------------- | -------------- | -------- |
| болгари          | 193            | 97,5%    |
| цигани           | 3              | 1,5%     |
| Всього відповіли | 198            |          |

Розподіл населення за віком у 2011 році:
Динаміка населення: